# Solanum paludosum
Solanum paludosum là loài thực vật có hoa trong họ Cà. Loài này được Moric. miêu tả khoa học đầu tiên năm 1837.